# Cruiser Mk III
Cruiser Mk III (službeno eng. Cruiser Tank Mark III) je bio britanski brzi tenk projektiran između dva svjetska rata.
Cruiser Mk III je baziran na američkom podvozju zvanom "Christie", po čijoj su osnovi pod licencom napravljeni i sovjetski BT tenkovi. Britanski zapovjednici su bili impresionirani brzinom i manevarskim sposobnostima sovjetskih BT tenkova, pa su stoga odlučili i sami iskoristit isto podvozje. Razvoj je započeo u studenom 1936. nakon što je iz SAD-a isporučen primjerak Christie tenka, a dvije godine nakon toga je pokrenuta serijska proizvodnja. Prednost novog podvozja u odnosu na prijašnja britanska su bili noseći kotači velikog promjera, koji su bili stavljeni na ljuljajuće opruge s kojima je tenk mogao postići veće brzine i imati bolje terenske mogućnosti. Prvi tenk je isporučen početkom 1939. godine. Samo podvozje se pokazalo vrlo dobrim te je korišteno na svim kasnijim britanskim brzim tenkovima.
Cruiser Mk III je imao jako dobar omjer težine i snage kao i veliku maksimalnu brzinu od 48 km/h. Bio je u uporabi na bojištu u Francuskoj 1940. i u sjevernoj Africi 1940. – 1941. godine, ali zbog pretankog oklopa nije se mogao nositi s puno bolje oklopljenim i naoružanim njemačkim suparnicima.

### Zajednički poslužitelj
|  | Zajednički poslužitelj ima još gradiva o temi Cruiser Mk III |